# ダニエレ・ヴァルガス
ダニエレ・ヴァルガス（Daniele Vargas, 1922年4月20日 - 1981年4月26日）は、1950年代末から映画出演するイタリアの助演男優。「ダニエル・ヴァーガス」とクレジットされることもある。主にペプラム物やスパイ物、喜劇など時流に乗った娯楽作で活躍した。また、マカロニウエスタンでは権力者の悪役が多かった。

## 主な出演作
- 『マラソンの戦い』 (1959)
- 『ソドムとゴモラ』(1962)
- 『ダイヤモンド作戦』A Man Could Get Killed (1966)
- 『傷だらけの用心棒』Une corde, un Colt... (未公開)
- 『荒野の一つ星』『ジャンゴの息子』(未ソフト化)(以上1967)
- 『情無用の復讐』(未公開)(1968)
- 『マフィア/血の掟』(未公開)(1978) など多数。